# 东升庙
东升庙，位于内蒙古自治区巴彦淖尔市乌拉特后旗，是一座藏传佛教格鲁派寺院。

## 简介
2009年10月26日，乌拉特后旗举行东升庙阳山大佛启动仪式。中国佛教协会副会长嘉木扬·图布丹、中国佛教协会内蒙古分会会长贾拉森等数十位僧人在东升庙后山的平台上诵经加持这处建造大佛之地。启动仪式由贾拉森仁主持，嘉木扬·图布丹、大佛总策划夏日先生分别讲话，仪式上还宣读国家宗教局的批文。
东升庙阳山大佛项目总投资3亿元，由蒙元文化投资有限公司投资建设，建设期计划为3年，自2009年至2011年。计划建造的阳山大佛高69.9米，地面基础高12米，总高度81.9米，建于阴山上。同步兴建通往山顶的观光台阶、立佛的山体基础。此外还兴建大雄宝殿、喇嘛生活区、庙主门，并对景区进行绿化。阳山大佛项目还包括北上坡郊野公园工程。阳山大佛项目投资巨大，资金缺口严重。由于当地政府资金没有到位，2011年该工程停工。